# Ned Zelić
Nedjeljko "Ned" Zelić (Sídney, Australia, 4 de julio de 1971) es un ex-futbolista australiano de ascendencia croata. Se desempeñaba como defensa o mediocampista defensivo y jugó para una gran cantidad de clubes, en exactamente 10 países: su país natal, Alemania, Inglaterra, Francia, Chipre, Japón, Austria, Holanda y Georgia.
Entre sus máximos logros están su triunfo en la UEFA Champions League de la temporada 1994-95 con el Borussia Dortmund y el subcampeonato en la Copa Confederaciones de 1997 donde la selección de fútbol de Australia fue subcampeona tras perder 6-0 contra Brasil.

## Clubes
| Club                | País         | Año         | Partidos | Goles |
| Sydney United 86    | Australia    | 1989 - 1991 | 36       | 0     |
| Sydney Olympic      | Australia    | 1991 - 1992 | 16       | 1     |
| Borussia Dortmund   | Alemania     | 1992 - 1995 | 72       | 1     |
| Queens Park Rangers | Inglaterra   | 1995        | 11       | 0     |
| Eintracht Frankfurt | Alemania     | 1996        | 20       | 4     |
| AJ Auxerre          | Francia      | 1996 - 1997 | 18       | 4     |
| TSV 1860 Munich     | Alemania     | 1997 - 2001 | 102      | 3     |
| AEL Limassol FC     | Chipre       | 2002        | 1        | 0     |
| Urawa Red Diamonds  | Japón        | 2002 - 2003 | 23       | 2     |
| FC Wacker Innsbruck | Austria      | 2004 - 2005 | 22       | 0     |
| Newcastle Jets      | Australia    | 2005 - 2006 | 21       | 1     |
| Helmond Sport       | Países Bajos | 2006        | 7        | 0     |
| FC Dinamo Tbilisi   | Georgia      | 2006 - 2008 | 34       | 0     |

## Palmarés
Borussia Dortmund
- UEFA Champions League: 1994-95

Urawa Red Diamonds
- Copa J. League: 2002-03

- Datos: Q672558